# Evangelische Pfarrkirche Linz-Urfahr

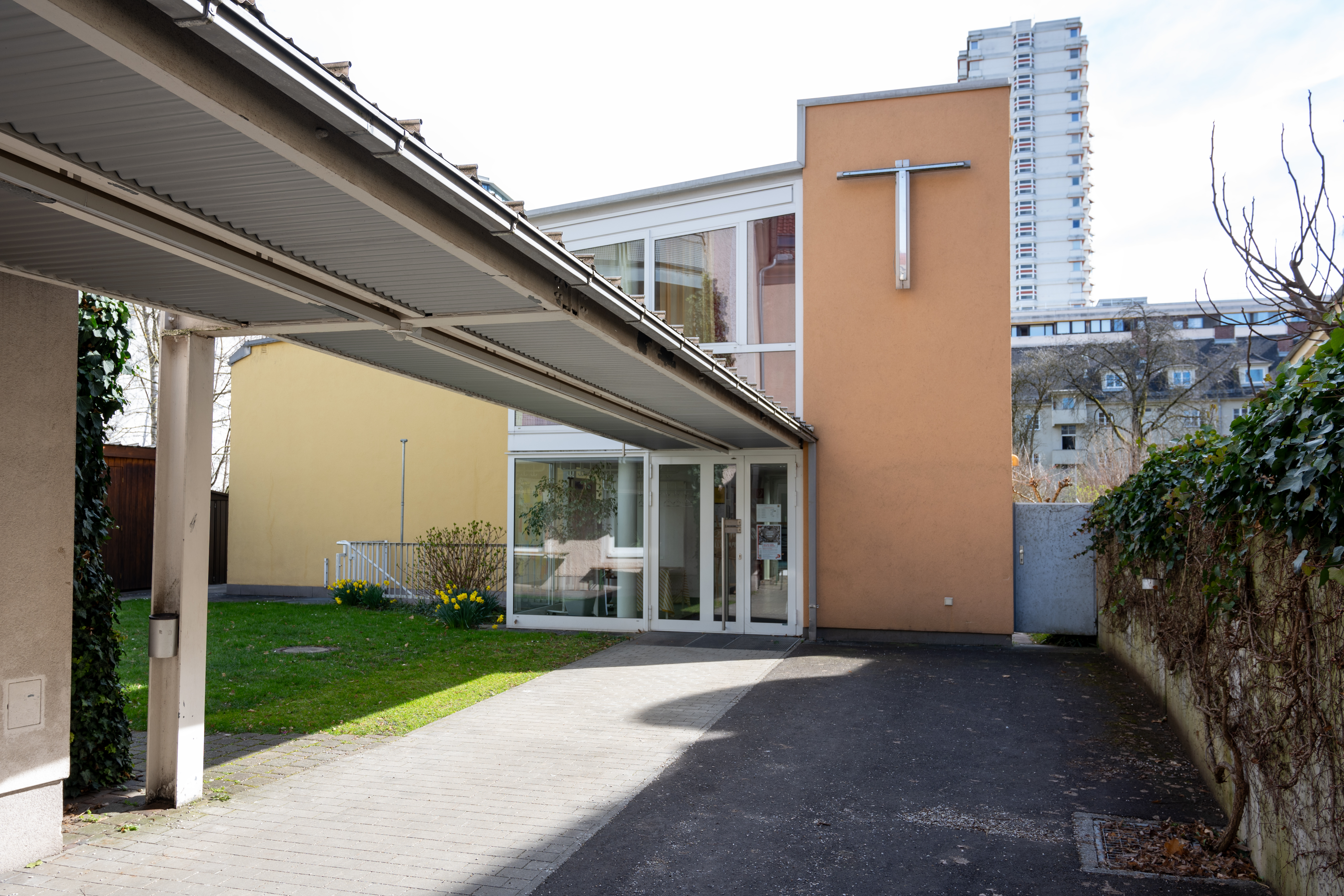
Evangelische Pfarrkirche Linz-Urfahr (2024)

Die Evangelische Pfarrkirche Linz–Urfahr in der Stadt Linz in Oberösterreich stammt aus den Jahren 1961–1963. Die Pfarrgemeinde ist Teil der Evangelischen Kirche A.B. in Österreich und gehört zur Evangelischen Superintendentur Oberösterreich. Die Kirche in Urfahr wird auch Gustav-Adolf-Kirche genannt.

## Kirchenbau
In den 1950er Jahren kaufte die Pfarre ein Haus am Beginn der Freistädter Straße im Stadtteil Urfahr. Im Jahr 1961 wurde auf diesem Grundstück nach Plänen des Architekten Hubert Taferner mit dem Bau einer Kirche begonnen. Die Einweihung erfolgt 1963. Der deutsche Gustav-Adolf-Verein und Freunde aus Schweden hatten maßgeblich zu den Baukosten beigetragen. Im Jahr 2004 erfolgte eine Umgestaltung.
An den Langseiten vom Kirchensaal sind Verkleidungen aus Holzpanelen angebracht, welche unterhalb der Decke jeweils von einem Glasband durchbrochen werden. Die Farbbänder sind mit Bibelzitaten ausgestattet. An der aufsteigenden Altarwand ist ein fast raumhohes Kreuz angebracht. Auf der erhöhten Altarzone sind der Altar, die Kanzel und der Taufort.

## Geschichte der evangelischen Gemeinde
Das von Kaiser Joseph II. erlassene Toleranzpatent von 1781 erlaubte die Wiedererrichtung evangelischer Pfarrgemeinden in den habsburgischen Landen. In Linz und im Mühlviertel waren kaum Evangelische anzutreffen. Die nächstgelegene Toleranzgemeinde war Thenning. Ab 1844 gab es in Linz in der Landstraße eine evangelische Kirche.
Nach dem Zweiten Weltkrieg lagen Urfahr und das Mühlviertel in der Sowjetischen Besatzungszone. Die Evangelischen nördlich der Donau waren somit von der Kirche in Linz getrennt, welche sich in der Amerikanischen Zone befand. In der unmittelbaren Nachkriegszeit fanden die Gottesdienste im Rathaussaal Urfahr statt, 1951 wurde ein Haus gemietet und 1954 gekauft. Ebenfalls 1954 wurde der Beschluss zur Gemeindegründung gefasst. Mit 1. Jänner 1955 wurde Linz-Urfahr aus der evangelischen Pfarre Linz-Innere Stadt ausgegliedert und zur Pfarrgemeinde erhoben. 1961–1963 wurde die Kirche erbaut. Im Jahr 1981 lag die Zahl der Gemeindemitglieder bei über 3200. Im Jahr 2020 werden 1950 Mitglieder genannt. Das Gebiet der Pfarrgemeinde erstreckt sich über den westlichen Teil von Linz-Urfahr und das ganze Mühlviertel westlich des Haselgrabens. In der Gemeinde sind zwei Pfarrer tätig.